# Dan Fogler
Pour les articles homonymes, voir Fogler.
Dan Fogler, né le 20 octobre 1976 à Brooklyn dans l'État de New York, est un acteur, réalisateur, producteur et scénariste américain.

## Biographie
Daniel Fogler est né à Brooklyn d'une mère professeure d'anglais et d'un père chirurgien. Il fréquente l'école de théâtre de l’université de Boston.

### Vie privée
Il est marié depuis 2009 à Jodie Capes Fogler et a deux filles, Edie et Franny.

## Carrière
Il fait ses débuts à Broadway en 2005 en interprétant William Barfée dans la comédie musicale The 25th Annual Putnam County Spelling Bee (en). Une performance qui lui vaut plusieurs récompenses, dont le Tony Award du meilleur acteur dans une comédie musicale.
Il apparaît pour la première fois à la télévision en 2002 dans le film 30 Seconds to Fame (en). Il participe également aux séries Les Goldberg, Hannibal, The Good Wife, et prête sa voix pour le film d'animation American Dad.
Sa carrière cinématographique débute en 2007 avec le rôle de Randy Daytona dans Balles de feu.
Fogler travaille dans de nombreux domaines artistiques. Il prête sa voix pour plusieurs films d'animation et apparaît dans le clip musical I Don't Wanna Be Me du groupe Type O Negative.
En 2007, il écrit et réalise la pièce Elephant in The Room, inspirée du Rhinocéros de Ionesco, puis le film Hysterical Psycho (en) en 2009. Ce dernier film lui permet par ailleurs de percer dans l'univers des romans graphiques.
En 2010, Archaia Comics publie l'anthologie d'horreur Moon Lake, en partenariat avec Fogler, racontant le passé, le présent et l'avenir de la ville la plus hantée de la planète. Il travaille en parallèle sur un autre roman graphique, Brookyn Gladiator.
L'année suivante, il obtient l'un des rôles principaux dans la série Man Up.
En 2015, il tourne dans Secrets and Lies. C'est en interprétant Jacob Kowalski dans la série de films Les Animaux fantastiques à partir de 2016 qu'il acquiert une renommée internationale.

## Filmographie

### Cinéma

#### Longs métrages
- 2000 : Home Field Advantage de Philip Botti : Charlie
- 2005 : Dumped! de Joey Garfield et Josh Lewis : Elliott
- 2006 : L'École des dragueurs (School for Scoundrels) de Todd Phillips : Zack
- 2006 : Slippery Slope (en) de Sarah Schenck : Crafty
- 2007 : Charlie, les filles lui disent merci (Good Luck Chuck) de Mark Helfrich : Stu
- 2007 : Balles de feu () de Robert Ben Garant : Randy Daytona
- 2008 : The Marconi Bros. (en) de Michael Canzoniero et Marco Ricci : Carmine Marconi
- 2009 : Fanboys de Kyle Newman : Harold « Hutch » Hutchinson
- 2009 : Hôtel Woodstock (Taking Woodstock) d'Ang Lee : Devon
- 2009 : Hysterical Psycho (en) de lui-même : Un psychiatre
- 2009 : Coup de foudre à Seattle (Love Happens) de Brandon Camp : Lane
- 2011 : Une soirée d'enfer (Take Me Home Tonight) de Michael Dowse : Barry Nathan
- 2012 : Hellbenders (film) (en) de J. T. Petty : Eric
- 2013 : Europa Report de Sebastián Cordero : Dr Sokolov
- 2013 : Scénic Route (en) de Kevin Goetz : Carter
- 2014 : Don Peyote de lui-même et Michael Canzoniero : Warren
- 2015 : Ava's Possessions (en) de Jordan Galland : J. J. Samson
- 2015 : Secret Agency (Barely Lethal) de Kyle Newman : M. Drumm
- 2016 : Custody de James Lapine : Keith Denholz
- 2016 : Les Animaux Fantastiques (Fantastic Beasts and Where to Find Them) de David Yates : Jacob Kowalski
- 2017 : Becks de Daniel Powell et Elizabeth Rohrbaugh : Dave
- 2017 : Sex Guaranteed de Brad et Todd Barnes : Carl
- 2018 : Les Animaux fantastiques : Les Crimes de Grindelwald (Fantastic Beasts : The Crimes of Grindelwald) de David Yates : Jacob Kowalski
- 2018 : In Like Flynn de Russell Mulcahy : Joel Schwartz
- 2018 : 30 Nights de Tom Metz III : Dr Lance Ying
- 2018 : Making the Day de Michael Canzoniero et Ryan Alan Dearth : Tony Guest
- 2019 : Jay et Bob contre-attaquent… encore (Jay and Silent Bob Reboot) de Kevin Smith : un employé à la convention
- 2022 : Les Animaux fantastiques : Les Secrets de Dumbledore (Fantastic Beasts : The Secrets of Dumbledore) de David Yates : Jacob Kowalski
- 2024 : Un parfait inconnu (A Complete Unknown) de James Mangold : Albert Grossman

#### Courts métrages
- 1999 : Brooklyn Thrill Killers de Derek Davidson et Paul Franco : Melvin Mittman
- 2000 : Bust a Move de Philip Botti : Charlie
- 2002 : Hyper de Michael Canzoniero et Marco Ricci : Lenny
- 2011 : Crocodile Tears de Richie Keen
- 2014 : Post Modern Ophelia de Saul Braun : Goldie Stern

### Télévision

#### Séries télévisées
- 2010 : M'Larky : Lieutenant Black
- 2011 - 2012 : Man Up : Kenny Hayden
- 2013 : Hannibal : Franklin Froideveaux
- 2013 - 2017 : Les Goldberg (The Goldbergs) : Marvin Goldberg
- 2014 : Black Box : Fred Baker
- 2015 : Secrets and Lies : Dave Lindsey
- 2015 : The Good Wife : Nick Zubrovsky
- 2017 : Famous in Love : lui-même
- 2018 - 2022 : The Walking Dead [3] : Luke Abrams
- 2022 : The Offer : Francis Ford Coppola
- 2024 : Eric : Lennie Wilson

#### Téléfilms
- 2012 : Pairie Dogs de Luke Greenfield : Roj
- 2014 : Living the Dream de Mark Cendrowski : Russ Danzinger
- 2017 : Sharknado 5 (Sharknado 5 : Global Swarming) de Anthony C. Ferrante : Lui-même

### Clip vidéo
- 2003 : I Don't Wanna Be Me de Type O Negative

## Doublage

### Films d'animations
- 2008 : Horton de Jimmy Hayward et Steve Martino : Yummo Wickersham (voix)

- 2008 : Kung Fu Panda de Mark Osborne et John Stevenson : Zeng (voix)
- 2011 : Milo sur Mars (Mars Needs Moms) de Simon Wells : Gribble 1er (voix)
- 2013 : Drôles de dindes (Free Birds) de Jimmy Hayward : Gouverneur Bradford (voix)
- 2016 : The Guardian Brothers de Gary Wang : Shen Tu (voix)

### Séries d'animations
- 2009 - 2010 : American Dad (voix)
- 2011 - 2018 : Robot Chicken : Merlin / Le père (voix)

### Téléfilm d'animation
- 2010 : Kung Fu Panda : Bonnes fêtes (Kung Fu Panda Holiday) de Tim Johnson : Zeng (voix)

## Distinctions

### Nominations
- Saturn Awards 2017 :  Meilleur acteur dans un second rôle pour Les Animaux fantastiques

## Voix francophones
En version française, Loïc Houdré est la voix régulière de Dan Fogler, l'ayant doublé à six reprises depuis 2009, dans Fanboys, Hôtel Woodstock, Scénic Route (en), Secret and Lies, The Good Wife et plus récemment dans The Offer. En parallèle, Laurent Maurel lui prête sa voix dans la série de films Les Animaux Fantastiques.
Il est également doublé à deux reprises chacun par Emmanuel Gradi dans Hannibal et Custody ainsi que par Jérémie Bédrune dans The Walking Dead et Jay et Bob contre-attaquent… encore. Enfin, il est doublé à titre exceptionnel par Philippe Bozo dans Balles de feu, Thierry Kazazian dans Coup de foudre à Seattle, Franck Sportis dans Ava's Possessions (en), Laurent Pasquier dans Secret Agency et Christophe Lemoine dans Eric.